# Can Sabater (Vilablareix)
Can Sabater és una masia de Vilablareix (Gironès) inclosa a l'Inventari del Patrimoni Arquitectònic de Catalunya.

## Descripció
És una masia de tipus basilical. A la llinda de la porta té la data de 1645. Primitivament era de tres crugies però posteriorment se li adossà un element lateral que, al principi, seguí la mateixa pendent del teulat i després es modificà. Els murs són de pedra morterada amb carreus a les cantonades. Les finestres del primer pis són molt austeres. La teulada presenta un ràfec format per una filera de teules girades. Darrerament s'ha restaurat repicant la façana principal i deixant arrebossades les parets laterals.